# American Historical Association

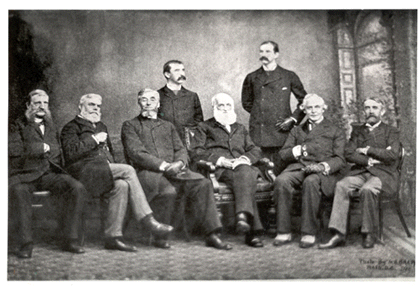
I responsabili dell'American Historical Association, fotografati durante la loro assemblea annuale il 30 dicembre 1889 a Washington. Seduti (da sx a dx): William Poole, Justin Winsor, Charles Kendall Adams (Presidente), George Bancroft, John Jay, e Andrew Dickson White. In piedi (da sx a dx): Herbert B. Adams e C. W. Bowen.

L'American Historical Association (AHA) è la più grande e antica società di storici e di professori di storia degli Stati Uniti. Fondata nel 1884, l'associazione promuove gli studi storici, l'insegnamento della storia, e la preservazione e l'accesso agli archivi di materiali storici.

## Attività attuali
In quanto organizzazione che si occupa di ogni aspetto della professione degli storici, l'AHA collabora con altre organizzazioni storiche e ha il ruolo di pubblico difensore nel settore. L'associazione definisce le regole etiche e le buone norme da applicare nello svolgimento della professione, in particolare attraverso lo Statement on standards of professional conduct (la Dichiarazione delle regole di condotta professionale). L'AHA definisce inoltre gli standard qualitativi per l'insegnamento e per i libri di storia, sebbene abbiano avuto un'influenza limitata, e si impegna per influenzare le politiche in materia storica attraverso l'organizzazione National Coalition for History.
Cinque volte l'anno, l'associazione pubblica la rivista The American Historical Review, la maggiore rivista accademica completamente dedicata alla storia, contenente studi e recensioni, e Perspectives on History, la rivista mensile dedicata alla professione dello storico. Nel 2006 l'AHA creò un blog centrato sugli avvenimenti accaduti a proposito della storia e sulle iniziative e ricerche dell'AHA.
L'associazione organizza un raduno ogni anno, a gennaio, a cui partecipano oltre 5000 storici da ogni parte degli Stati Uniti per discutere delle ultime ricerche, cercare posti di lavoro e confrontarsi per svolgere al meglio la professione di storici e insegnanti. Simultaneamente tengono i loro raduni molte società di storia affiliate. Il sito web dell'associazione offre numerose statistiche della diffusione della storia nel mondo e del numero di insegnanti presenti e un ampio archivio ricco di materiale storico.

## Storia
Come evidenziato da James J. Sheehan nel 2005, l'associazione ha sempre cercato di rappresentare diversi ordini professionali, inclusi archivisti, membri di società di storia locali o nazionali, insegnanti e storici, che ad essa si sono sempre rivolte per ottenere rappresentanza e supporto, ma non sempre con i risultati desiderati. I primi leader della storia dell'associazione erano solitamente nobili con abbastanza tempo libero e mezzi per scrivere molti dei capolavori storiografici del XIX secolo, come George Bancroft, Justin Winsor e James Ford Rhodes, e inizialmente l'associazione si è dedicata a trovare un senso comune di quale fosse il suo scopo e a raccogliere materiali per ricerche.

### Standard di pubblicazione
Sin dal principio l'associazione è stata dominata da storici impiegati in college e università, e ha ricoperto un ruolo cruciale nel definire gli interessi di quella categoria professionale. Il primo presidente dell'associazione Andrew Dickson White, era infatti preside della Cornell University, e il suo primo segretario, Herbert Baxter Adams, compilò all'Università Johns Hopkins uno dei primi programmi di dottorato a prevedere seminari secondo il modello tedesco. L'indicazione più chiara di questa corrente storiografica fu lo sviluppo nel 1895 dell'Americal Historical Review, la rivista statunitense di storia che seguiva il modello dei periodici di storia europei e che era formata da storici dislocati nelle più importanti università degli Stati Uniti. Sotto la guida del primo editore, J. Franklin Jameson, la rivista pubblicò su ogni numero un gran numero di lunghi saggi accademici, dopo che avevano subito la revisione di altri accademici e ottenuto l'approvazione dell'editore. Ogni numero conteneva anche la recensione di numerosi testi storiografici secondo le nuove regole professionali e gli standard accademici che venivano insegnati ai dottorandi nelle più importanti università. Attraverso l'American Historical Review, conclude Sheenan, "un aspirante accademico poteva imparare in cosa consistesse la professione di un certo tipo di storico".
Meringolo ha messo a confronto la storiografia accademica e quella pubblica. La storiografia pubblica è quella rappresentata dai musei e dai movimenti per il recupero e la conservazione della storia, e, a differenza della storiografia accademica, la storiografia pubblica è solitamente un'attività collaborativa, non si basa necessariamente su ricerche di livello primario, è più democratica nella sua aperta partecipazione e non aspira a una obiettività storica assoluta. Sebbene l'approccio della storiografia pubblica fosse presente agli albori dell'AHA, se ne distaccò negli anni Trenta del XX secolo a causa delle differenze di metodologia, obiettivo e scopo.
Gli accademici insistevano su una prospettiva che andava al di là delle particolarità locali, considerando il contesto nazionale e internazionale, e su una metodologia che seguisse il modello scientifico. A tal fine l'associazione promuove attivamente l'eccellenza nella ricerca storiografica, e per questo pubblica una serie di rapporti annuali attraverso lo Smithsonian Institution e, dal 1898, l'American Historical Review, in cui stabilisce gli standard della ricerca storiografica.

### Insegnamento e Comitato dei sette
Nell'area dell'insegnamento, il Committee of Seven Report ("Rapporto del comitato dei sette") a proposito di The Study of History in Schools ("Lo studio della storia nelle scuole") ha definito in gran parte il modo in cui la storia dovrebbe essere insegnata nelle scuole secondarie come preparazione al college, e si è inserita nel dibattito sul modo in cui la materia si dovrebbe affiancare agli altri studi sociali. L'associazione ha anche avuto un ruolo cruciale come gruppo di pressione per ottenere la preservazione e la protezione degli archivi documentali da parte del governo centrale. Dopo un'intensa attività di lobbying svolta dal segretario dell'AHA Waldo Leland e da J. Franklin Jameson, nel 1934 il Congresso statunitense creò la National Archives and Records Administration, un'agenzia indipendente deputata a tale scopo.
Mentre gli interessi della storiografia accademica prendeva il sopravvento, altre aree e attività furono gradualmente messe da parte dall'associazione per concentrarsi su progetti relativi alle ricerche originali e alle pubblicazioni accademiche.

### Sviluppi recenti
Negli ultimi anni l'associazione sembra aver riconosciuto l'eccessiva inclinazione per la ricerca accademica e ha cercato un dialogo col crescente movimento per la storiografia pubblica. Al contempo sembra anche che l'associazione abbia fatto un passo indietro nei suoi sforzi di porsi come guida tra gli storici accademici. Nel 1987 ha iniziato a esaminare casi di inadempienza professionale, ma ha smesso nel 2005 poiché "si è dimostrato inefficace nel contrastare l'inadempienza nella professione storiografica".

### Raduni passati
- Il raduno annuale del 2010 si è svolto a San Diego dal 7 al 10 gennaio. Il tema dell'incontro è stato "Oceani, isole e continenti"[11].
- Il raduno annuale del 2009 si è svolto a New York dal 2 al 5 gennaio. Il tema dell'incontro è stato "La globalizzazione della storiografia"[12].
- Il raduno annuale del 2008 si è svolto a Washington dal 3 al 6 gennaio. Il tema dell'incontro è stato "Sviluppi diseguali"[13].
- Il raduno annuale del 2007 si è svolto aa Atlanta dal 4 al 7 gennaio. Il tema dell'incontro è stato "Materie instabili: praticare la storia in tempi incerti"[14].
- Il 120º raduno annuale si è svolto a Filadelfia dal 5 all'8 gennaio[15], e ha visto la partecipazione di 5600 membri. L'AHA ha sponsorizzato più di 200 gruppi di esperti e altri 110 sono stati sponsorizzati da società affiliate. Tra le altre cose, questi gruppi hanno condotto sessioni di studio sulla storiografia antica, mondiale, comparativa e americana. Più di 150 compagnie commerciali e no-profit, e case editrici universitarie hanno esposto loro prodotti nella sala delle esposizioni. In questa occasione l'AHA ha consegnato il premio Theodore Roosevelt- Woodrow Wilson Public Service Award a Steven Spielberg, per aver creato la Shoah Visual History Foundation.

## Presidenti
I presidenti dell'American Historical Association vengono eletti annualmente:
- Andrew Dickson White ( 1884,  1885.)
- George Bancroft ( 1886.)
- Justin Winsor ( 1887.)
- William Frederick Poole ( 1888.)
- Charles Kendall Adams ( 1889.)
- John Jay ( 1890.)
- William Wirt Henry ( 1891.)
- James Burrill Angell ( 1892-93.)
- Henry Adams ( 1893-94.)
- George Frisbie Hoar ( 1895.)
- Richard Salter Storrs ( 1896.)
- James Schouler ( 1897.)
- George Park Fisher ( 1898.)
- James Ford Rhodes ( 1899.)
- Edward Eggleston ( 1900.)
- Charles F. Adams ( 1901.)
- Alfred Thayer Mahan ( 1902.)
- Henry Charles Lea ( 1903.)
- Goldwin Smith ( 1904.)
- John Bach McMaster ( 1905.)
- Simeon E. Baldwin ( 1906.)
- J. Franklin Jameson ( 1907.)
- George Burton Adams ( 1908 (archiviato dall'url originale il 1º novembre 2012).)
- Albert Bushnell Hart ( 1909.)
- Frederick Jackson Turner ( 1910 (archiviato dall'url originale il 18 agosto 2013).)
- William M. Sloane ( 1911.)
- Theodore Roosevelt ( 1912.)
- William A. Dunning ( 1913.)
- Andrew C. McLaughlin ( 1914.)
- H. Morse Stephens ( 1915.)
- George Lincoln Burr ( 1916.)
- Worthington C. Ford ( 1917.)
- William R. Thayer ( 1918-19.)
- Edward Channing ( 1920.)
- Jean Jules Jusserand ( 1921.)
- Charles Homer Haskins ( 1922.)
- Edward P. Cheyney ( 1923.)
- Woodrow Wilson (1924, morto mentre era in carica)
- Charles M. Andrews ( 1924,  1925.)
- Dana C. Munro ( 1926 (archiviato dall'url originale il 23 maggio 2012).)
- Henry Osborn Taylor ( 1927.)
- James H. Breasted ( 1928 (archiviato dall'url originale il 29 settembre 2013).)

- James Harvey Robinson ( 1929.)
- Evarts Boutell Greene ( 1930.)
- Carl Lotus Becker ( 1931.)
- Herbert Eugene Bolton ( 1932.)
- Charles A. Beard ( 1933.)
- William E. Dodd ( 1934.)
- Michael I. Rostovtzeff ( 1935.)
- Charles McIlwain ( 1936.)
- Guy Stanton Ford ( 1937.)
- Laurence M. Larson ( 1938.)
- William Scott Ferguson ( 1939.)
- Max Farrand ( 1940.)
- James Westfall Thompson ( 1941.)
- Arthur M. Schlesinger ( 1942.)
- Nellie Neilson ( 1943.)
- William L. Westermann ( 1944.)
- Carlton J. H. Hayes ( 1945.)
- Sidney B. Fay ( 1946.)
- Thomas J. Wertenbaker ( 1947.)
- Kenneth Scott Latourette ( 1948.)
- Conyers Read ( 1949.)
- Samuel E. Morison ( 1950.)
- Robert Livingston Schuyler ( 1951.)
- James G. Randall ( 1952.)
- Louis Gottschalk ( 1953.)
- Merle Curti ( 1954.)
- Lynn Thorndike ( 1955.)
- Dexter Perkins ( 1956.)
- William L. Langer ( 1957.)
- Walter Prescott Webb ( 1958.)
- Allan Nevins ( 1959.)
- Bernadotte E. Schmitt ( 1960.)
- Samuel Flagg Bemis ( 1961.)
- Carl Bridenbaugh ( 1962.)
- Crane Brinton ( 1963.)
- Julian P. Boyd ( 1964.)
- Frederic C. Lane ( 1965.)
- Roy F. Nichols ( 1966.)
- Hajo Holborn ( 1967.)
- John K. Fairbank ( 1968.)
- C. Vann Woodward ( 1969.)
- R. R. Palmer ( 1970 (archiviato dall'url originale il 18 agosto 2013).)

- David M. Potter (1971, died before completing his term)
- Joseph R. Strayer ( 1971.)
- Thomas C. Cochran ( 1972.)
- Lynn Townsend White, Jr. ( 1973.)
- Lewis Hanke ( 1974.)
- Gordon Wright ( 1975.)
- Richard B. Morris ( 1976.)
- Charles Gibson ( 1977.)
- William J. Bouwsma ( 1978.)
- John Hope Franklin ( 1979 (archiviato dall'url originale il 12 settembre 2013).)
- David H. Pinkney ( 1980.)
- Bernard Bailyn ( 1981.)
- Gordon A. Craig ( 1982.)
- Philip D. Curtin ( 1983.)
- Arthur S. Link ( 1984.)
- William H. McNeill (1985)
- Carl N. Degler ( 1986 (archiviato dall'url originale il 18 agosto 2013).)
- Natalie Zemon Davis ( 1987 (archiviato dall'url originale il 20 ottobre 2011).)
- Akira Iriye ( 1988 (archiviato dall'url originale il 18 agosto 2013).)
- Louis R. Harlan ( 1989.)
- David Herlihy ( 1990.)
- William E. Leuchtenburg ( 1991.)
- Frederic E. Wakeman Jr ( 1992.)
- Louise A. Tilly ( 1993.)
- Thomas C. Holt( 1994.)
- John H. Coatsworth ( 1995.)
- Caroline Walker Bynum ( 1996.)
- Joyce Appleby ( 1997.)
- Joseph C. Miller ( 1998.)
- Robert Darnton ( 1999 (archiviato dall'url originale l'11 ottobre 2013).)
- Eric Foner ( 2000 (archiviato dall'url originale il 29 agosto 2013).)
- William Roger Louis ( 2001.)
- Lynn Hunt ( 2002 (archiviato dall'url originale il 18 agosto 2013).)
- James M. McPherson ( 2003.)
- Jonathan Spence ( 2004.)
- James J. Sheehan ( 2005.)
- Linda K. Kerber ( 2006.)
- Barbara Weinstein( 2007.)
- Gabrielle M. Spiegel ( 2008 (archiviato dall'url originale il 18 agosto 2013).)
- Laurel Thatcher Ulrich (2009)
- Barbara Metcalf (2010)